# Мегді Хаджизаде
Мегді Хаджизаде Джуйбарі (перс. مهدی حاجی زاده جویباری; нар. 11 вересня 1981, Джуйбар, остан Мазендеран) — іранський борець вільного стилю, чемпіон світу, чемпіон Азії, бронзовий призер Азійських ігор, учасник Олімпійських ігор.

## Життєпис
Боротьбою почав займатися з 1991 року. У 2000 році став чемпіоном Азії серед юніорів. У 2001 році на чемпіонаті світу серед юніорів здобув срібну нагороду.
Виступав за борцівський клуб «Шахід» Фахеї. Тренери — Сохпан Рохі, Махмуд Есмаїлпур.

## Спортивні результати на міжнародних змаганнях

### Виступи на Олімпіадах
| Змагання                    | Збірна | Вагова категорія          | Місце |
| --------------------------- | ------ | ------------------------- | ----- |
| Літні Олімпійські ігри 2004 | Іран   | вільна боротьба, до 74 кг | 13    |

### Виступи на Чемпіонатах світу
| Змагання                        | Збірна | Вагова категорія          | Місце  |
| ------------------------------- | ------ | ------------------------- | ------ |
| Чемпіонат світу з боротьби 2001 | Іран   | вільна боротьба, до 76 кг | 6      |
| Чемпіонат світу з боротьби 2002 | Іран   | вільна боротьба, до 74 кг | Золото |
| Чемпіонат світу з боротьби 2005 | Іран   | вільна боротьба, до 74 кг | 5      |

### Виступи на Чемпіонатах Азії
| Змагання                       | Збірна | Вагова категорія          | Місце  |
| ------------------------------ | ------ | ------------------------- | ------ |
| Чемпіонат Азії з боротьби 2001 | Іран   | вільна боротьба, до 76 кг | Золото |

### Виступи на Азійських іграх
| Змагання           | Збірна | Вагова категорія          | Місце  |
| ------------------ | ------ | ------------------------- | ------ |
| Азійські ігри 2002 | Іран   | вільна боротьба, до 74 кг | Бронза |

### Виступи на змаганнях молодших вікових груп
| Змагання                                      | Збірна | Вагова категорія          | Місце  |
| --------------------------------------------- | ------ | ------------------------- | ------ |
| Чемпіонат світу з боротьби серед кадетів 1997 | Іран   | вільна боротьба, до 63 кг | 4      |
| Чемпіонат Азії з боротьби серед юніорів 2000  | Іран   | вільна боротьба, до 69 кг | Золото |
| Чемпіонат світу з боротьби серед юніорів 2001 | Іран   | вільна боротьба, до 76 кг | Срібло |